# 남국재견
남국재견(南國再見,南國, Goodbye South, Goodbye)은 대만에서 제작된 허우 샤오시엔 감독의 1996년 드라마 영화이다. 이능정 등이 주연으로 출연하였고 미즈노 가츠히로 등이 제작에 참여하였다.
알려진 다른 제목은 남부여 안녕이다.

## 출연

### 주연
- 이능정 : 프레첼 역

### 조연
- 고첩 : 가오 역
- 임강
- 위조혜
- 서귀앵 : 잉 역
- 희상 : 시 역
- 고명
- 연벽동
- 안정국

## 제작진
- 미술: 황 원잉
- 의상: Kuo Kuo